# وولدا
وولدا (به لاتین: Volda) یک شهرستان نروژ در نروژ است که در مور او رومسدال واقع شده‌است.

## خصوصیات
وولدا ۵۴۷٫۵۳ کیلومترمربع مساحت و ۸٬۸۲۷ نفر جمعیت دارد.